# راجر واترز: دیوار (آلبوم)
راجر واترز: دیوار یک آلبوم زنده از موسیقیدان انگلیسی، راجر واترز، عضو پینک فلوید است. این آلبوم، ضبطی از اجرای زنده ای از راک اپرای پینک فلوید در سال ۱۹۷۹ از آلبوم دیوار است.

## عوامل تولید
- راجر واترز: آوازها، گیتار، بیس
- اسنوی وایت: گیتار
- دیوید کیلمینستر: گیتار، بیس در «مادر»
- رابی ویکوف: آوازها
- جورج ادوارد اسمیت: گیتار، بیس
- جان کرین: کیبورد، گیتار
- هری واترز: پیانو، هارمونیوم
- گراهام برود: درامز
- جان جویس، کیپ لنون، مارک لنون، پت لنون: خواننده پیش زمینه